# Golamo Kamenjane
Golamo Kamenjane (bułg. Голямо Каменяне) – wieś w Bułgarii, w obwodzie Kyrdżali, w gminie Krumowgrad. W 2024 roku liczyła 281 mieszkańców.